# Norra regionen (region i Ghana)
Norra regionen är en region i Ghana. Den ligger i den centrala delen av landet, 400 km norr om huvudstaden Accra. Antalet invånare är 2 003 152. Arean är 70 kvadratkilometer. Norra regionen gränsar till Övre västra regionen, Övre östra regionen, Voltaregionen och Brong-Ahaforegionen. 
Terrängen i Norra regionen är huvudsakligen platt.
Norra regionen delas in i:
- Dagomba
- Saboba Chereponi
- Nanumba South
- Nanumba North
- Sawla-Tuna-Kalba
- Bunkpurugu-Yunyoo
- Karaga
- Gushiegu
- Bole
- Kpandai
- East Gonja
- Saboba
- Chereponi
- Central Gonja
- East Mamprusi
- Savelugu/Nanton
- Tamale
- Tolon/Kumbungu
- West Gonja
- West Mamprusi
- Yendi
- Zabzugu/Tatale
- Bole District
- Gushegu District
- Mamprugo Moaduri District

Följande samhällen finns i Norra regionen:
- Tamale
- Savelugu
- Salaga